# Орєхова Грива
Орєхова Грива (рос. Орехова Грива) — присілок у Лузькому районі Ленінградської області Російської Федерації.
Населення становить 1 особу. Належить до муніципального утворення Осьминське сільське поселення.

## Історія
Згідно із законом від 28 вересня 2004 року № 65-оз належить до муніципального утворення Осьминське сільське поселення.

## Населення
| 1997 | 2007 | 2010 |
| ---- | ---- | ---- |
| 6    | ↘3   | ↘1   |